# Ruská
Ruská, ungarisch Dobóruszka ist eine Gemeinde im Osten der Slowakei mit 615 Einwohnern (Stand 31. Dezember 2024), die zum Okres Michalovce, einem Teil des Košický kraj, gehört und in der traditionellen Landschaft Zemplín liegt.

## Geographie

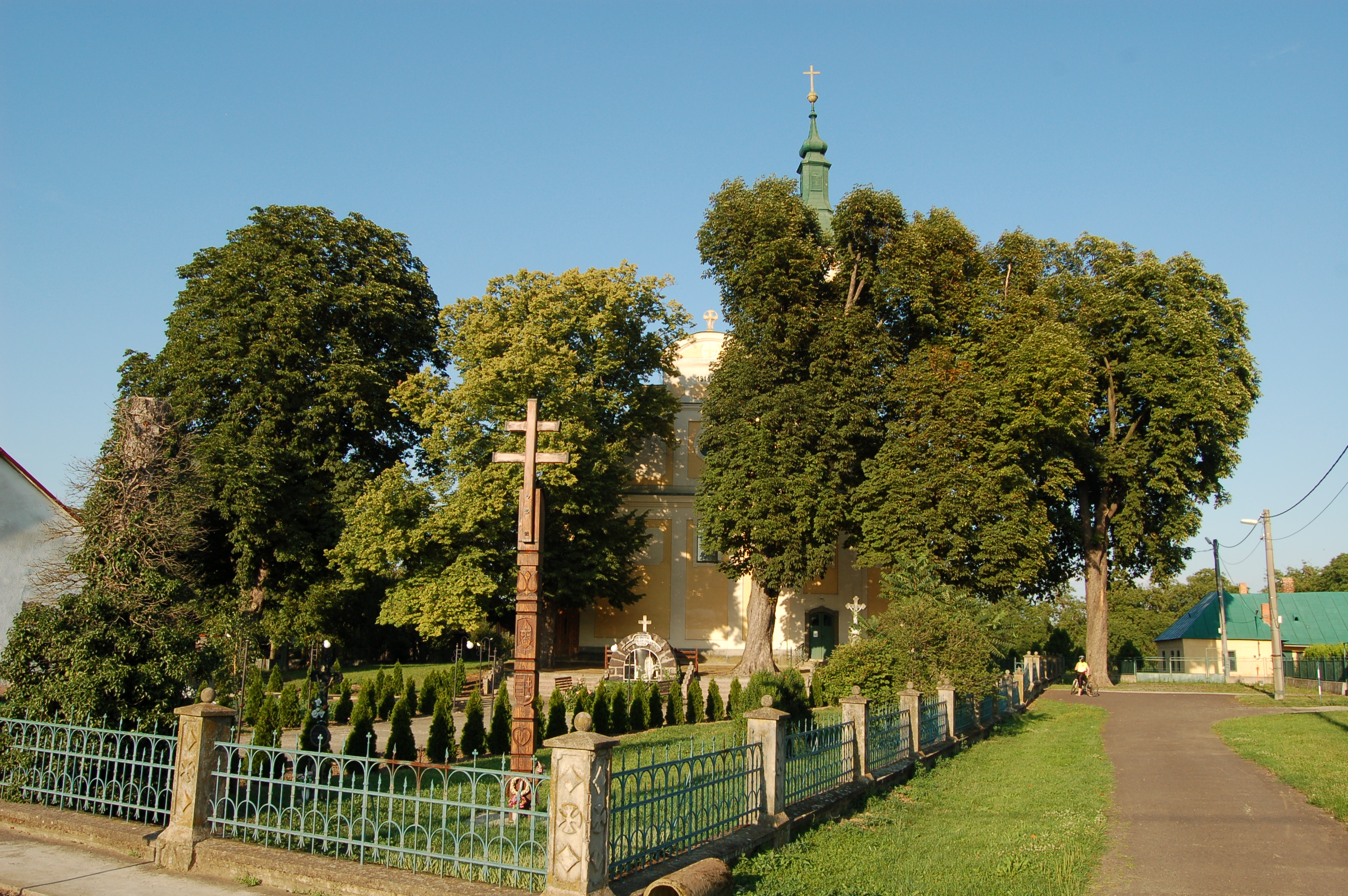
Platz vor der Dorfkirche

Die Gemeinde befindet sich im östlichen Teil der Ostslowakischen Ebene im Ostslowakischen Tiefland, an der Staatsgrenze zur Ukraine. Das Ortszentrum liegt auf einer Höhe von 109 m n.m. und ist sieben Kilometer von Veľké Kapušany sowie 35 Kilometer von Michalovce entfernt.
Nachbargemeinden sind Maťovské Vojkovce im Norden, Паладь-Комарівці/Palad-Komariwzi (inklusive des Dorfes Малі Селменці/Mali Selmenzi) (UA) im Osten, Veľké Slemence im Süden, Kapušianske Kľačany im Südwesten und Westen und Budince im Nordwesten.

## Geschichte
Ruská wurde zum ersten Mal 1295 als Ruzka schriftlich erwähnt, weitere historische Bezeichnungen sind unter anderen Rozka (1332) und Ruska (1338). 1298 schenkte Andreas III. den Ort an Jakob Panko. Für lange Jahre stammten die Gutsherren aus der Familie Dobó. 1427 wurden 21 Porta verzeichnet, 1715 gab es 11 Haushalte. 1828 zählte man 89 Häuser und 777 Einwohner, die als Korbmacher, Landwirte und Weber tätig waren.
Bis 1918/1919 gehörte der im Komitat Ung liegende Ort zum Königreich Ungarn und kam danach zur Tschechoslowakei beziehungsweise heute Slowakei. In der Zeit der ersten tschechoslowakischen Republik verblieb die Bevölkerung bei traditionellen Einnahmequellen. Auf Grund des Ersten Wiener Schiedsspruchs war der Ort von 1938 bis 1944 noch einmal Teil Ungarns.

## Bevölkerung
| Jahr                | 1994 | 2004    | 2014    | 2024    |
| ------------------- | ---- | ------- | ------- | ------- |
| Anzahl der Personen | 575  | 590     | 609     | 615     |
| Unterschied         |      | +2,60 % | +3,22 % | +0,98 % |

| Jahr                | 2023 | 2024    |
| ------------------- | ---- | ------- |
| Anzahl der Personen | 608  | 615     |
| Unterschied         |      | +1,15 % |

Nach der Volkszählung 2011 wohnten in Ruská 610 Einwohner, davon 477 Magyaren, 67 Roma und 60 Slowaken. Sechs Einwohner machten keine Angabe zur Ethnie.
403 Einwohner bekannten sich zur römisch-katholischen Kirche, 66 Einwohner zur reformierten Kirche, 48 Einwohner zur griechisch-katholischen Kirche sowie jeweils ein Einwohner zu den Zeugen Jehovas und zur Evangelischen Kirche A. B. 78 Einwohner waren konfessionslos und bei 13 Einwohnern wurde die Konfession nicht ermittelt.

## Bauwerke und Denkmäler
- römisch-katholische Kreuzerhöhungskirche, die aus einem spätgotischen Bau aus dem 16. Jahrhundert und einem Zubau des Schiffs und des Chors aus dem Jahr 1922 besteht

## Wirtschaft und Verkehr
Durch Ruská führt die Cesta III. triedy 3757 („Straße 3. Ordnung“) von Veľké Kapušany heraus und weiter nach Veľké Slemence und Ptrukša. Die im Ort abzweigende Cesta III. triedy 3756 Richtung Kapušianske Kľačany endet erneut in Veľké Kapušany, während die ostwärts führende Cesta III. triedy 3759 als Sackgasse an der Grenzlinie zur Ukraine endet. Der nächste Bahnanschluss ist in Veľké Kapušany an der Bahnstrecke Veľké Kapušany–Bánovce nad Ondavou.